# Drosophila paraguttata
Drosophila paraguttata är en tvåvingeart som beskrevs av Thompson 1957. Drosophila paraguttata ingår i släktet Drosophila och familjen daggflugor.
Artens utbredningsområde är Västindien.